# Ploëzal
Ploëzal (/plo.e.zal/) est une commune du département des Côtes-d'Armor, dans la région Bretagne, en France.

## Géographie
| La Roche-Jaudy | Pleudaniel       | Plourivo             |
|                | Ploëzal          | Quemper-Guézennec    |
| Runan          | Plouëc-du-Trieux | Pontrieux Saint-Clet |

### Hydrographie
Pour un article plus général, voir Réseau hydrographique des Côtes-d'Armor.
La commune est située dans le bassin Loire-Bretagne. Elle est drainée par le Trieux, le Moulin de Bizien et un autre petit cours d'eau,.
Le Trieux, d'une longueur de 72 km, prend sa source dans la commune de Kerpert et se jette  dans la Manche entre Lézardrieux et Ploubazlanec, après avoir traversé 21 communes.  Les caractéristiques hydrologiques du Trieux sont données par la station hydrologique située sur la commune de Saint-Clet. Le débit moyen mensuel est de 5,29 m3/s. Le débit moyen journalier maximum est de 81,8 m3/s, atteint lors de la crue du 28 février 2010. Le débit instantané maximal est quant à lui de 106 m3/s, atteint le même jour.

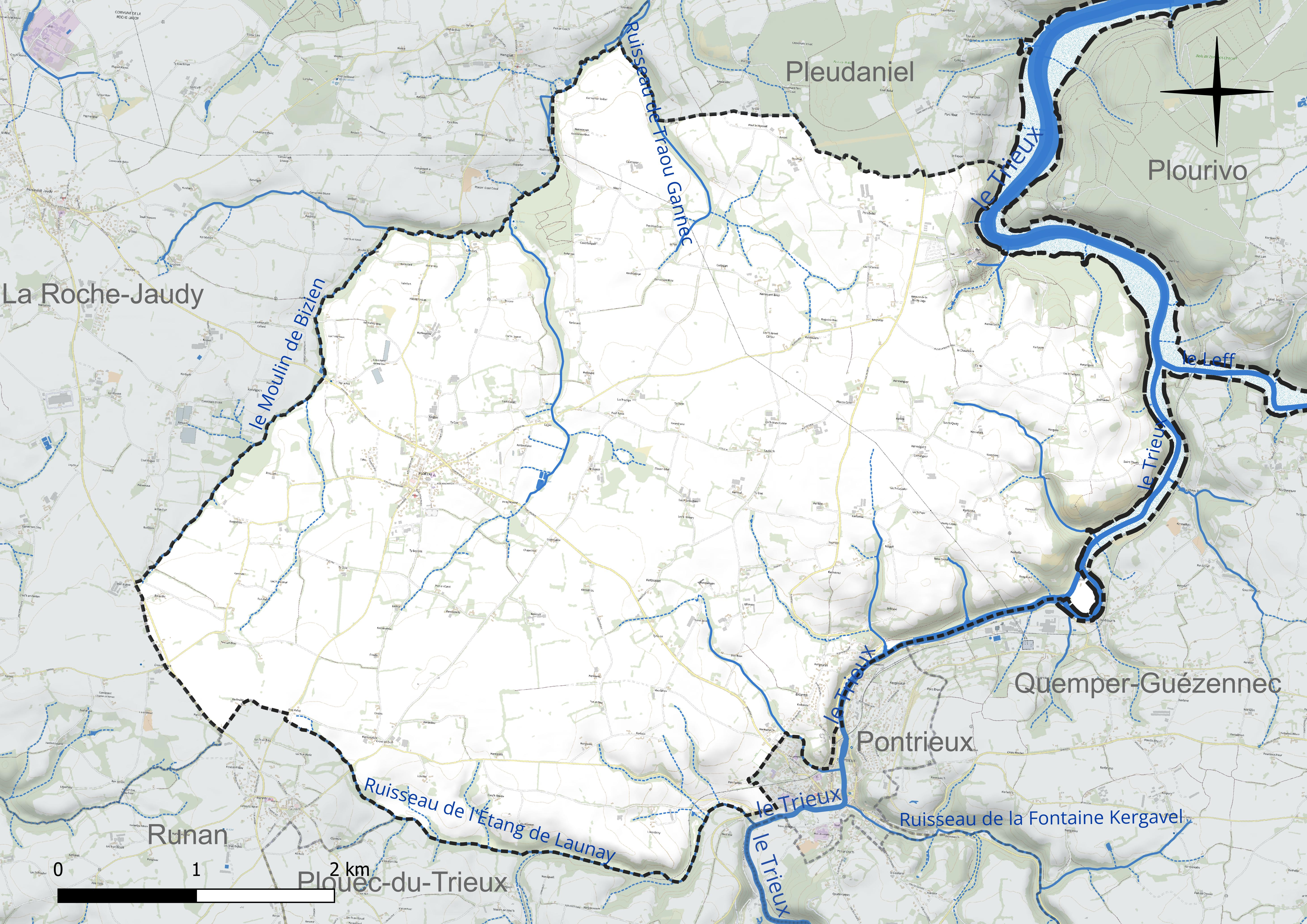
Réseau hydrographique de Ploëzal.

Le Moulin de Bizien, d'une longueur de 11 km, prend sa source dans la commune  et se jette  dans le Jaudy en limite de Trédarzec et de Troguéry. 

### Climat
Pour des articles plus généraux, voir Climat de la Bretagne et Climat des Côtes-d'Armor.
En 2010, le climat de la commune est de type climat océanique franc, selon une étude du Centre national de la recherche scientifique s'appuyant sur une série de données couvrant la période 1971-2000. En 2020, Météo-France publie une typologie des climats de la France métropolitaine dans laquelle la commune est exposée à un climat océanique et est dans la région climatique Finistère nord, caractérisée par une pluviométrie élevée, des températures douces en hiver (6 °C), fraîches en été et des vents forts. Parallèlement l'observatoire de l'environnement en Bretagne publie en 2020 un zonage climatique de la région Bretagne, s'appuyant sur des données de Météo-France de 2009. La commune est, selon ce zonage, dans la zone « Intérieur », exposée à un climat médian, à dominante océanique.  
Pour la période 1971-2000, la température annuelle moyenne est de 11,3 °C, avec une amplitude thermique annuelle de 10,2 °C. Le cumul annuel moyen de précipitations est de 811 mm, avec 14 jours de précipitations en janvier et 7,4 jours en juillet. Pour la période 1991-2020, la température moyenne annuelle observée sur la station météorologique la plus proche, située sur la commune de La Roche-Jaudy à 5 km à vol d'oiseau, est de 11,8 °C et le cumul annuel moyen de précipitations est de 887,1 mm,. Pour l'avenir, les paramètres climatiques de la commune estimés pour 2050 selon différents scénarios d'émission de gaz à effet de serre sont consultables sur un site dédié publié par Météo-France en novembre 2022.

## Urbanisme

### Typologie
Au 1er janvier 2024, Ploëzal est catégorisée commune rurale à habitat dispersé, selon la nouvelle grille communale de densité à 7 niveaux définie par l'Insee en 2022.
Elle est située hors unité urbaine et hors attraction des villes,.
La commune, bordée par l'estuaire du Trieux, est également une commune littorale au sens de la loi du 3 janvier 1986, dite loi littoral. Des dispositions spécifiques d’urbanisme s’y appliquent dès lors afin de préserver les espaces naturels, les sites, les paysages et l’équilibre écologique du littoral, tel le principe d'inconstructibilité, en dehors des espaces urbanisés, sur la bande littorale des 100 mètres, ou plus si le plan local d’urbanisme le prévoit.

### Occupation des sols
L'occupation des sols de la commune, telle qu'elle ressort de la base de données européenne d’occupation biophysique des sols Corine Land Cover (CLC), est marquée par l'importance des territoires agricoles (89,7 % en 2018), en diminution par rapport à 1990 (91 %). La répartition détaillée en 2018 est la suivante : terres arables (77,5 %), zones agricoles hétérogènes (12,2 %), forêts (5,4 %), zones urbanisées (3 %), eaux maritimes (1,9 %). L'évolution de l’occupation des sols de la commune et de ses infrastructures peut être observée sur les différentes représentations cartographiques du territoire : la carte de Cassini (XVIIIe siècle), la carte d'état-major (1820-1866) et les cartes ou photos aériennes de l'IGN pour la période actuelle (1950 à aujourd'hui).

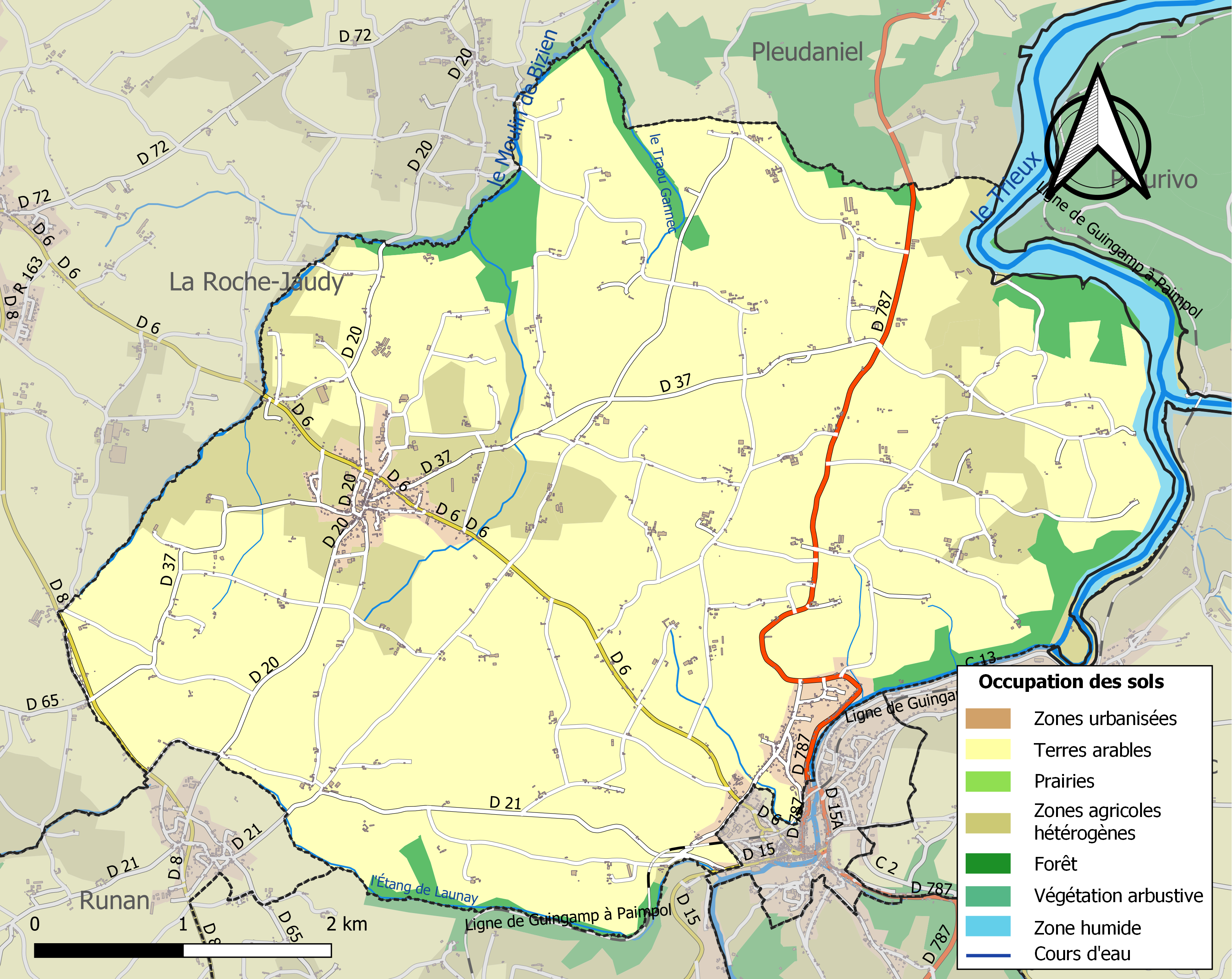
Carte des infrastructures et de l'occupation des sols de la commune en 2018 (CLC).

## Toponymie
Le nom de la localité est attesté sous les formes Ploisal et Ploisaul en 1294, Ploysa en 1330, Ploesal en 1461. Le nom est devenu Ploëzal le 14 février 1802.
Ploëzal vient de l’ancien breton ploe (paroisse) et Saul (un saint breton inconnu). En breton son nom est Pleuzal. 

## Histoire

### Moyen Âge
Les premiers documents mentionnant Ploëzal datent de 1294, lorsque Richard de la Roche Jagu reconnait devoir la moitié d’un chevalier à l’armée du duché de Bretagne.
La ville devient une paroisse en 1330, pour la canonisation de saint Yves. C’est d’ailleurs une fille de Ploëzal qui demande, la première, une enquête sur la vie de saint Yves, grand patron de la région.
Plus tard, la ville sera occupée par les Anglais.

### Époque moderne
Ploëzal est devenue une commune en 1790.

### XXesiècle

#### Les guerres duXXesiècle
Le monument aux morts porte les noms de 136 soldats morts pour la Patrie :
- 118 sont morts durant la Première Guerre mondiale ;
- 17 sont morts durant la Seconde Guerre mondiale ;
- 1 est mort dans le cadre de la guerre civile russe.

#### L'administration communale
En 1973, la commune fusionne avec Runan pour former Ploëzal-Runan. Les deux communes reprennent leur indépendance en 1986.

## Politique et administration

### Tendances politiques et résultats
| Scrutin             | 1er tour | 1er tour | 1er tour | 1er tour | 1er tour  | 1er tour  | 1er tour  | 1er tour  | 2d tour     | 2d tour     | 2d tour     | 2d tour     | 2d tour     | 2d tour     |
| Scrutin             | 1er      | %        | 2e       | %        | 3e        | %         | 4e        | %         | 1er         | %           | 2e          | %           | 3e          | %           |
| Municipales 2014    | DVD      | 51,08    | DVG      | 48,92    | Pas de 3e | Pas de 3e | Pas de 4e | Pas de 4e | Tour unique | Tour unique | Tour unique | Tour unique | Tour unique | Tour unique |
| Européennes 2014    | PS       | 22,42    | UMP      | 17,54    | FN        | 15,40     | DIV       | 9,16      | Tour unique | Tour unique | Tour unique | Tour unique | Tour unique | Tour unique |
| Présidentielle 2017 | EM       | 25,88    | LFI      | 22,24    | LR        | 16,16     | FN        | 15,55     | EM          | 73,50       | FN          | 26,50       | Pas de 3e   | Pas de 3e   |
| Législatives 2017   | EM       | 38,20    | LFI      | 14,26    | UDI       | 13,56     | PS        | 12,32     | EM          | 65,16       | UDI         | 34,84       | Pas de 3e   | Pas de 3e   |
| Européennes 2019    | LREM     | 21,72    | RN       | 18,54    | EELV      | 11,80     | PS        | 9,55      | Tour unique | Tour unique | Tour unique | Tour unique | Tour unique | Tour unique |
| Municipales 2020    | SE       | 58,53    | SE       | 41,47    | Pas de 3e | Pas de 3e | Pas de 4e | Pas de 4e | Tour unique | Tour unique | Tour unique | Tour unique | Tour unique | Tour unique |
| Présidentielle 2022 | LREM     | 29,95    | RN       | 21,47    | LFI       | 20,44     | RES       | 4,76      | LREM        | 57,41       | RN          | 42,59       | Pas de 3e   | Pas de 3e   |
| Législatives 2022   | DVG      | 26,97    | LREM     | 23,12    | NUPES     | 21,83     | RN        | 14,50     | NUPES       | 50,39       | LREM        | 49,61       | Pas de 3e   | Pas de 3e   |
| Européennes 2024    | RN       | 29,81    | RE       | 16,04    | PS        | 16,04     | LFI       | 7,36      | Tour unique | Tour unique | Tour unique | Tour unique | Tour unique | Tour unique |
| Législatives 2024   | RN       | 35,25    | RE       | 34,51    | NFP       | 27,14     | LO        | 3,10      | RN          | 37,26       | RE          | 35,66       | NFP         | 27,07       |
| ------------------- | -------- | -------- | -------- | -------- | --------- | --------- | --------- | --------- | ----------- | ----------- | ----------- | ----------- | ----------- | ----------- |

### Liste des maires
| Période                                  | Période                   | Identité               | Étiquette     | Qualité |
| ---------------------------------------- | ------------------------- | ---------------------- | ------------- | --- |
| Les données manquantes sont à compléter. |                           |                        |               | |
| 1827                                     | 1866                      | François Le Goff       |               | Propriétaire agriculteur |
| Les données manquantes sont à compléter. |                           |                        |               | |
| mai 1900                                 | mai 1925                  | Yves-Marie Le Gallou   | RG            | Agriculteur Député des Côtes-du-Nord (1921 → 1928) |
| mai 1925                                 | mai 1941 (décès)          | Yves Hervé             | URD-PDP       | Exploitant agricole Député des Côtes-du-Nord (1re circ. de Guingamp) (1936 → 1940) Conseiller général de Pontrieux (1938 → 1940) Conseiller d'arrondissement (1931 → 1938) |
| Les données manquantes sont à compléter. |                           |                        |               | |
| août 1944                                | novembre 1967 (démission) | Yves Henry             | SFIO puis PSU | Exploitant agricole, ancien résistant Député des Côtes-du-Nord (1945 → 1946) Sénateur des Côtes-du-Nord (1946 → 1948) Ancien conseiller d'arrondissement (1938 → 1940)     |
| novembre 1967                            | mars 1989                 | Joseph Le Saint        | PCF           | Artisan Élu maire de Ploëzal-Runan en avril 1973 |
| mars 1989                                | juin 1995                 | Henri Le Roux (1925- ) |               | Agriculteur retraité |
| juin 1995                                | mars 2001                 | Lucien François        | PS            | Technicien agronome |
| mars 2001                                | En cours (au 25 mai 2020) | Guy Connan             | UMP-LR        | Exploitant agricole, ancien enseignant Réélu pour le mandat 2020-2026 |

## Démographie
L'évolution du nombre d'habitants est connue à travers les recensements de la population effectués dans la commune depuis 1793. Pour les communes de moins de 10 000 habitants, une enquête de recensement portant sur toute la population est réalisée tous les cinq ans, les populations de référence des années intermédiaires étant quant à elles estimées par interpolation ou extrapolation. Pour la commune, le premier recensement exhaustif entrant dans le cadre du nouveau dispositif a été réalisé en 2007.

En 2022, la commune comptait 1 227 habitants, en évolution de −2,7 % par rapport à 2016 (Côtes-d'Armor : +1,78 %, France hors Mayotte : +2,11 %).
| 1793  | 1800  | 1806  | 1821  | 1831  | 1836  | 1841  | 1846  | 1851  |
| ----- | ----- | ----- | ----- | ----- | ----- | ----- | ----- | ----- |
| 2 301 | 2 175 | 2 637 | 2 715 | 3 153 | 3 058 | 3 107 | 3 209 | 3 116 |

| 1856  | 1861  | 1866  | 1872  | 1876  | 1881  | 1886  | 1891  | 1896  |
| ----- | ----- | ----- | ----- | ----- | ----- | ----- | ----- | ----- |
| 3 209 | 3 110 | 3 157 | 3 066 | 2 996 | 2 848 | 2 812 | 2 729 | 2 558 |

| 1901  | 1906  | 1911  | 1921  | 1926  | 1931  | 1936  | 1946  | 1954  |
| ----- | ----- | ----- | ----- | ----- | ----- | ----- | ----- | ----- |
| 2 392 | 2 331 | 2 305 | 2 103 | 2 001 | 1 939 | 1 894 | 1 729 | 1 731 |

| 1962  | 1968  | 1975  | 1982  | 1990  | 1999  | 2006  | 2007  | 2012  |
| ----- | ----- | ----- | ----- | ----- | ----- | ----- | ----- | ----- |
| 1 576 | 1 458 | 1 686 | 1 526 | 1 232 | 1 190 | 1 199 | 1 203 | 1 265 |

| 2017  | 2022  | - | - | - | - | - | - | - |
| ----- | ----- | - | - | - | - | - | - | - |
| 1 250 | 1 227 | - | - | - | - | - | - | - |

## Langue bretonne
Le nom en breton de la commune est Pleuzal.
À la rentrée 2017, 17 élèves étaient scolarisés dans la filière bilingue publique (soit 14,2 % des enfants de la commune inscrits dans le primaire).

## Lieux et monuments
- Le château de la Roche-Jagu, XVe siècle, continuellement restauré et embelli depuis 1968, par son propriétaire, le conseil général des Côtes-d'Armor. Il s'agit d'un haut lieu culturel du département, reconnu au-delà de la région bretonne[réf. souhaitée]. Le château et son parc accueillent tous les ans des expositions et des manifestations culturelles. L'enclos, le portail et le château lui-même sont classés au titre des monuments historiques par arrêté du 27 janvier 1969[29].
- Le manoir de Kermarker, XVe siècle, inscrit au titre des monuments historiques par arrêté du 29 décembre 1927[30]
- L'église Saint-Pierre.

## Personnalités liées à la commune
- François Le Goff, propriétaire cultivateur à Ploëzal, Maire de Ploëzal pendant 39 ans, chevalier de la Légion d'honneur, né le 30 nivôse an II à Ploëzal, décédé le 29 août 1879 à Ploëzal. "Élu en 1827 à l'écharpe de maire sur les recommandations d'Yves Pasquiou (maire démissionnaire), il commença alors le plus long mandat de l'histoire du village. Après avoir prêté serment politique au préfet (ce serment était : "je jure fidélité au Roi des Français, obéissance à la Charte constitutionnelle et aux lois du Royaume"), il s'occupa de ses nouvelles fonctions. Très respecté, il échappa ainsi à des bandits qui le laissèrent repartir lorsqu'ils le reconnurent. Donateur pour la restauration de l'église de Ploëzal, il possédait de nombreuses propriétés. C'est ainsi qu'il vendit l'ancien presbytère du village à Auguste Henry et au recteur de l'époque, l'abbé Henry (le presbytère fut transformé en une école privée sous le nom de Saint-Joseph). Maintenu dans ses fonctions de maire à l'avènement du Second Empire, il dut revoir son serment et jurer "obéissance à la Constitution et fidélité à l'Empereur". Développant le village, il finit par démissionner en avril 1866 avec ce motif : "épuisement de toutes mes facultés". Ces 39 années de sage administration lui valurent la croix de la Légion d'honneur."
- Marie-Anne Le Goff, en religion sœur Dosithée. Fille du précédent. Elle fut la mère supérieure de la communauté de Paris des filles de la Croix. Née le 9 avril 1818 à Ploëzal et décédée le 22 juin 1883 dans la 38e année de sa profession.
- Yvon Garlan (1933-2022), historien de l’Antiquité né à Ploëzal.